# Gartenhaus (Allmannshausen)

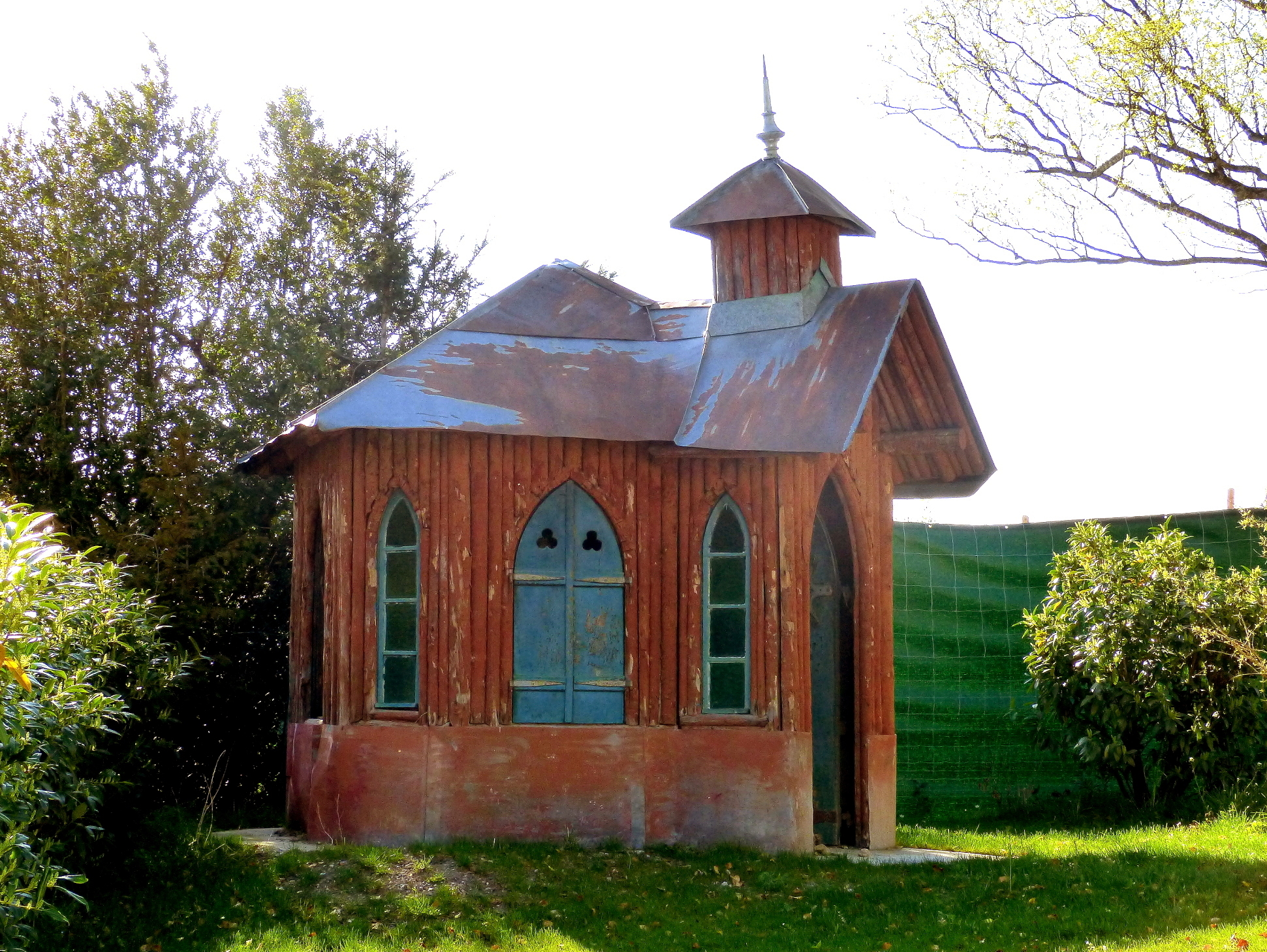
Gartenhaus in Allmannshausen

Das Gartenhaus am Zieglerweg 14 in Allmannshausen, einem Gemeindeteil von Berg im oberbayerischen Landkreis Starnberg, wurde Ende des 19. Jahrhunderts errichtet. Das Gartenhaus ist ein geschütztes Baudenkmal.
Das Gartenhaus in Form einer kleinen neugotischen Kapelle besitzt einen Dachreiter und ist mit einem Astdekor geschmückt.